# Узбекская советская энциклопедия
Узбекская советская энциклопедия (УзСЭ) (узб. Ўзбек совет энциклопедияси) — первое универсальное энциклопедическое издание на узбекском языке. Записано кириллицей.

## История
Публиковалась Главной редакцией Узбекской советской энциклопедии. За период 1971—1980 годов было издано 14 томов. Главным редактором 1—9 томов являлся доктор философских наук, академик Академии наук Узбекской ССР Ибрагим Муминович Муминов, последующих (с 10 по 14) — академик Камилджан Ахмеджанович Зуфаров.
Также по материалам основных томов в 1981 году на русском языке был издан однотомник под названием «Узбекская ССР»: семь лет спустя, в 1988 году, вышел также на узбекском языке.

## Содержание
Энциклопедия охватывает почти все области знания, но в подаче фактов и подробности изложения материала заметно влияние коммунистической идеологии.
Принципы формирования статей Узбекской энциклопедии, инициатором и главным редактором которой был И. Муминов, создаваемой в условиях советской политической и идеологической системы, вызвали ассоциации у западных учёных с наследием джадидов начала XX века.
Узбекская советская энциклопедия в целом даёт положительное освещение взглядов узбекских суфийских философов, таких как Ходжа Ахмед Яссави.
Отдельные авторы критикуют труды писателей, таких как Абдурауф Фитрат и Чулпон, за буржуазный национализм, впоследствии, во времена гласности, эти оценки энциклопедии в узбекском обществе уже не считались актуальными.